# Зимовий чемпіонат СРСР з метань 1987

## Медалісти

### Чоловіки
| Дисципліна     | Золото                      | Золото | Срібло                              | Срібло | Бронза                       | Бронза |
| -------------- | --------------------------- | ------ | ----------------------------------- | ------ | ---------------------------- | ------ |
| Метання диска  | Дмитро Ковцун УРСР Київ     | 64,54  | Євген Бурин Ленінград               | 62,68  | Ромас Убартас Литовська РСР  | 62,34  |
| Метання молота | Юрій Сєдих Москва УРСР Київ | 77,78  | Ігор Астапкович Білоруська РСР      | 77,28  | Сергій Алай Білоруська РСР   | 77,00  |
| Метання списа  | Лев Шатило РРФСР            | 81,14  | Сергій Гаврась УРСР Рівненська обл. | 80,20  | Віктор Євсюков Казахська РСР | 79,30  |

### Жінки
| Дисципліна    | Золото                                       | Золото | Срібло                           | Срібло | Бронза                              | Бронза |
| ------------- | -------------------------------------------- | ------ | -------------------------------- | ------ | ----------------------------------- | ------ |
| Метання диска | Галина Єрмакова РРФСР                        | 64,08  | Ірина Дмитрієва РРФСР            | 61,76  | Елліна Звєрєва РРФСР Білоруська РСР | 60,84  |
| Метання списа | Наталія Єрмолович-Коленчукова Білоруська РСР | 63,50  | Наталія Шиколенко Білоруська РСР | 60,40  | Жанна Пенькова Москва               | 60,28  |

## Медальний залік
| Команда        |   |   |   | Загалом |
| -------------- | - | - | - | ------- |
| РРФСР          | 2 | 1 | 1 | 4       |
| УРСР           | 2 | 1 | 0 | 3       |
| Білоруська РСР | 1 | 2 | 2 | 5       |
| Москва         | 1 | 0 | 1 | 2       |
| Ленінград      | 0 | 1 | 0 | 1       |
| Литовська РСР  | 0 | 0 | 1 | 1       |
| Казахська РСР  | 0 | 0 | 1 | 1       |

## Командний залік
Командний залік офіційно не визначався.